# Bustantegua
Bustantegua es una localidad del municipio de Selaya (Cantabria, España), perteneciente al territorio histórico de La Pasieguería, a su vez encuadrado dentro de la moderna Comarca de los Valles Pasiegos. 
La localidad se encuentra situada a 520 m s. n. m., y a unos 5 km de distancia de la capital municipal, Selaya, a través de la carretera que sube por el Valle de Valvanuz, o por un desvío de la carretera que une Selaya y San Roque de Riomiera.

## Nombre
El nombre proviene de la composición de busta y antegua:[cita requerida]
- Busta: parece tener su etimología en el latín "Combustus", que significa quemado, esto debía de ser por motivo de la práctica de quemar la vegetación del terreno para poder abrir praderías. Esta raíz está recogida, además de en la zona pasiega, en el resto de Cantabria, y en general, en todo el dominio lingüístico astur-leonés, desde León hasta el oriente cántabro.
- Antegua: se trata de una versión primitiva de la palabra antigua en dialecto pasiego, de raíz latina "Antiqua", que significa exactamente lo mismo que su versión actual.

Así, el topónimo indicaría "lugar en el que se abrieron pastos para pradería antiguamente", indicando la antigüedad del asentamiento en este enclave.[cita requerida]

## Localización
La localidad se sitúa a 520 m s. n. m., en la ladera sur de El Coterón (742 m s. n. m.), parte del cordal que desciende de Castro Valnera en dirección norte, y que forma la divisoria entre los valles de Pisueña y Miera; de este mismo cordal forman parte otras cimas singulares del valle, como los Picones de Sopeña o Cotero del Tejo. 
En esta ladera abundan los afloramientos calizos, localmente conocidos como garmas, existiendo grandes rocas que sobresalen del suelo. Por su parte más baja discurre el río Hormillas (pasiego, Hurmiyas), uno de los primeros afluentes menores del río Pisueña, que nace entre el Alto del Mojón (o del Caracol), a 800 m s. n. m., y la zona conocida como Pertegal, 900 m s. n. m.

## Demografía
En el año 2008 contaba con una población de 265 habitantes (INE). 
La demografía es la propia de una zona críticamente envejecida. El éxodo rural hizo marcharse a la mayor parte de la población joven en busca de trabajo en las ciudades. Esta población no volvió, y la población que quedó, está hoy en día muy envejecida, superando hoy en día la media de edad ampliamente el promedio estatal. 

## Barrios
Debe señalarse que el concepto pasiego de barrio es diferente del tradicional. Debido a la enorme dispersión de la población, un barrio pasiego normalmente lo forma una zona en la que las cabañas están más juntas de lo normal y las fincas son más pequeñas. En esta localidad se diferencian dos barrios además de la propia localidad: San Bartolo, y La Espina. 
La Espina se sitúa a 450 m s. n. m., a 1,5km de Bustantegua y 3,5 km de Selaya. Forma una agrupación de casas a ambos lados de la carretera que une Selaya con Bustantegua.
San Bartolo se encuentra a casi 550 m s. n. m., a 6,4 km de Bustantegua y a 5,8 km de Selaya. Se sitúa en otra de las cabeceras del Pisueña, la formada por el Valle de Valvanuz. Su localización sobre la robleda comunal conocida como el "Robledal de todos" (tradicionalomente El Munti Lus Hoyus), lo hace el más inaccesible de los barrios de Bustantegua. Para acceder a este barrio es necesario desviarse de la carretera que une Bustantegua con Valvanuz.
Aunque hoy en día son territorios del barrio de San Bartolo, antiguamente existió otro barrio, llamado Cubía, hoy deshabitado. Este ocupaba el curso alto de otro de los primeros afluentes menores del Pisueña, el río Seco, o río de Valvanuz, que nace entre las zonas altas de pastos conocidas como lus Poblis y la Llosa.

## Cultura

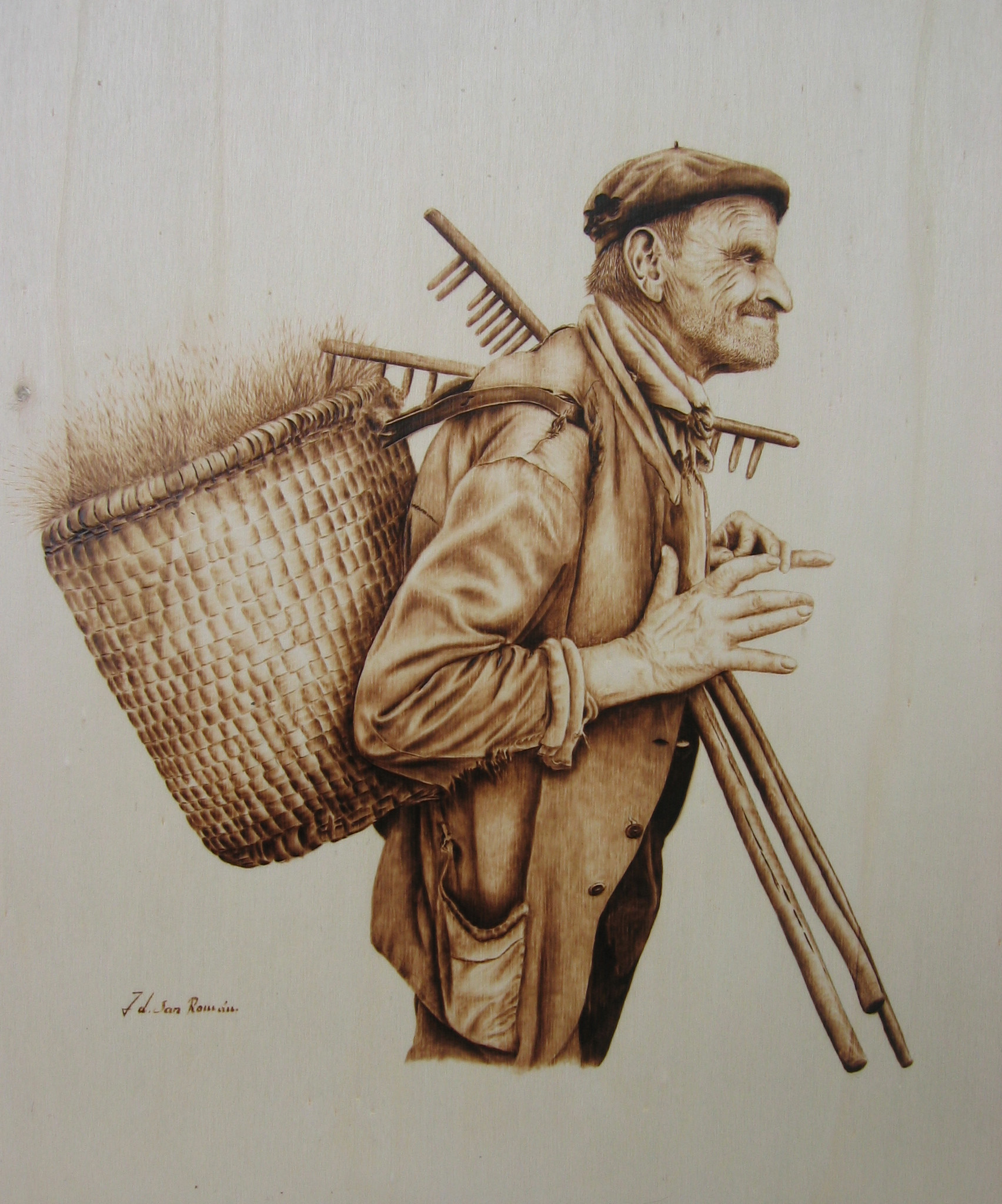
Pasiego transportando un cuévano. Pirograbado sobre tabla.

Culturalmente sus habitantes pertenecen a la etnia de ganaderos transterminantes conocida como los pasiegos y, por lo tanto, Bustantegua se encuadra dentro del territorio histórico de la La Pasieguería; esto es, a diferencia de la capital municipal, Selaya, donde existe una fuerte influencia de la cultura del Valle de Carriedo, más próxima a la del resto de Cantabria. Este barrio ha sido usado como ejemplo de núcleo especialmente conservador en el estilo de vida pasiego por diferentes autores, siendo hoy, tal vez, uno de los últimos enclaves donde puede escucharse a hablantes patrimoniales del dialecto pasiego, especialmente en el Valle del Pisueña. 

## Forma de vida
El terreno está ampliamente deforestado y se organiza al modo pasiego, mediante parcelas llamadas fincas, que se cierran con muretes de piedra, normalmente resultante de la apertura de la misma parcela (piedra retirada del propio prado). Este mosaico de pequeñas parcelas responde al modelo de explotación ganadera láctea pasiego, uno de los primeros en ser considerados de tipo intensivo. Mediante este sistema, llamado la muda, los ganaderos combinan diferentes praderías a lo largo del año, buscando los pastos de diferentes alturas, desde el fondo del valle, hasta las Branizas. Este sistema ha influido de una manera importantísima en todos los aspectos de la vida pasiega, que se ha adaptado a la transterminancia, no solo del ganado, sino de los ganaderos. 
El uso del cuévano pasiego (cuinu, en pasiego) sigue siendo habitual en esta localidad, así como el del dalle y el rastrillo en las labores del campo, aunque cada día vayan perdiendo terreno frente a la maquinaria mecánica.

## Arquitectura

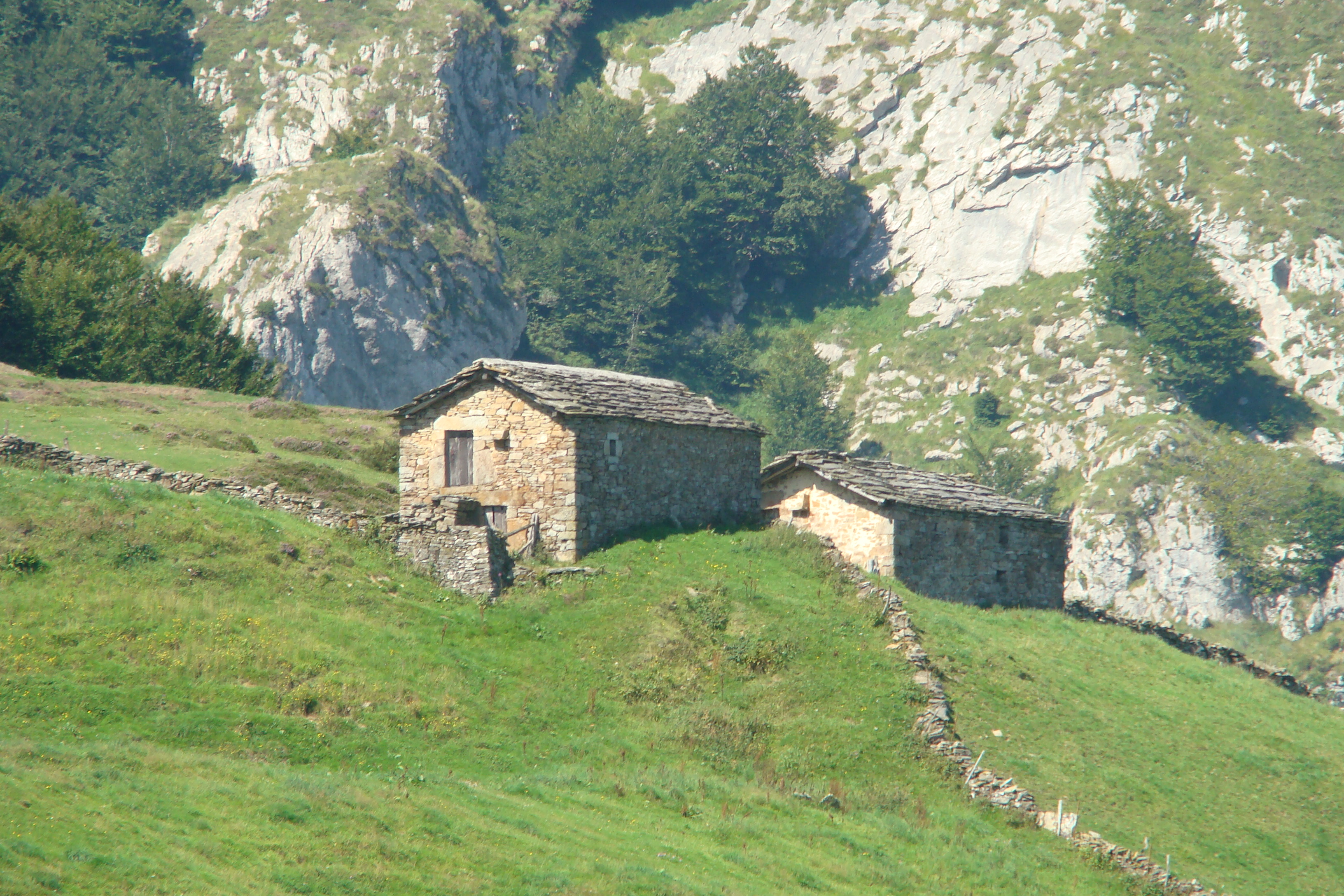
Cabañas en los Yagus (Portillo de La Sía).

La arquitectura de la zona también está altamente adaptada a los usos ganaderos, predominando un característico estilo propio llamado Cabaña Pasiega. Estas construcciones tienen paredes de piedra, tejado de lastras de pizarra (grandes piedras de pizarra) y estructura de madera, normalmente de roble. Tienen dos plantas, una baja dedicada a establo (cuadra), y otra alta, dedicada al pajar, en la que solía disponerse un hogar (lar) y, a veces, un cuarto separado. En el caso de Bustantegua existe una transición entre el estilo puramente pasiego, con tejados de lastra, y el más propio del valle de Carriedo, con tejado de teja, existiendo en algunos casos cabañas con tejados de ambos materiales. Existen además multitud de pequeñas fresqueras naturales y artificiales, localmente llamadas renterus. Estas se construían semisoterradas y aprovechando el afloramiento de un manantial o una corriente de aire frío, y servían para conservar la leche y sus derivados hasta su venta.

## Poblamiento
Las cabañas se reparten siguiendo el modelo pasiego de alta dispersión. No existen barrios en el sentido propio de la palabra, sino que existen zonas donde, normalmente por herencias y repartición del terreno a lo largo de las generaciones, las parcelas tienen un tamaño más pequeño y con ellas aumenta el número de cabañas, al ir siempre parcela y cabaña juntas. Sin embargo, en rarísimas ocasiones tienen las cabañas paredes compartidas, o contacto unas con otras, sino que suelen conservar su carácter de construcciones independientes.
- Datos: Q5736062